# Aleksiej Zagriebin
Aleksiej Michajłowicz Zagriebin (ros. Алексей Михайлович Загребин; ur. 7 listopada 1975) – rosyjski zapaśnik walczący w stylu klasycznym. Wojskowy mistrz świata w 1997. Wicemistrz Rosji w 1998 i trzeci w 1997.